# Бедфорд (Индијана)
Бедфорд (енгл. Bedford) град је у америчкој савезној држави Индијана.

## Демографија
По попису из 2010. године број становника је 13.413, што је 355 (-2,6%) становника мање него 2000. године.
| Група             | 2000.          | 2010.          |
| Белци             | 13.261 (96,3%) | 12.751 (95,1%) |
| Афроамериканци    | 109 (0,8%)     | 106 (0,8%)     |
| Азијати           | 66 (0,5%)      | 120 (0,9%)     |
| Хиспаноамериканци | 173 (1,3%)     | 243 (1,8%)     |
| Укупно            | 13.768         | 13.413         |